# Anthicus lubbockii
Anthicus lubbockii is een keversoort uit de familie snoerhalskevers (Anthicidae). De wetenschappelijke naam van de soort is voor het eerst geldig gepubliceerd in 1857 door Wollaston.